# Brida
|  | Per a altres significats, vegeu «Brida (fontaneria)». |

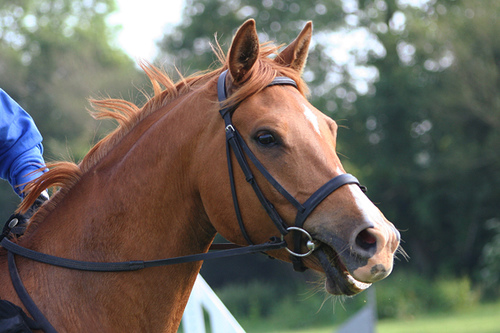
Brida anglesa moderna de caça.

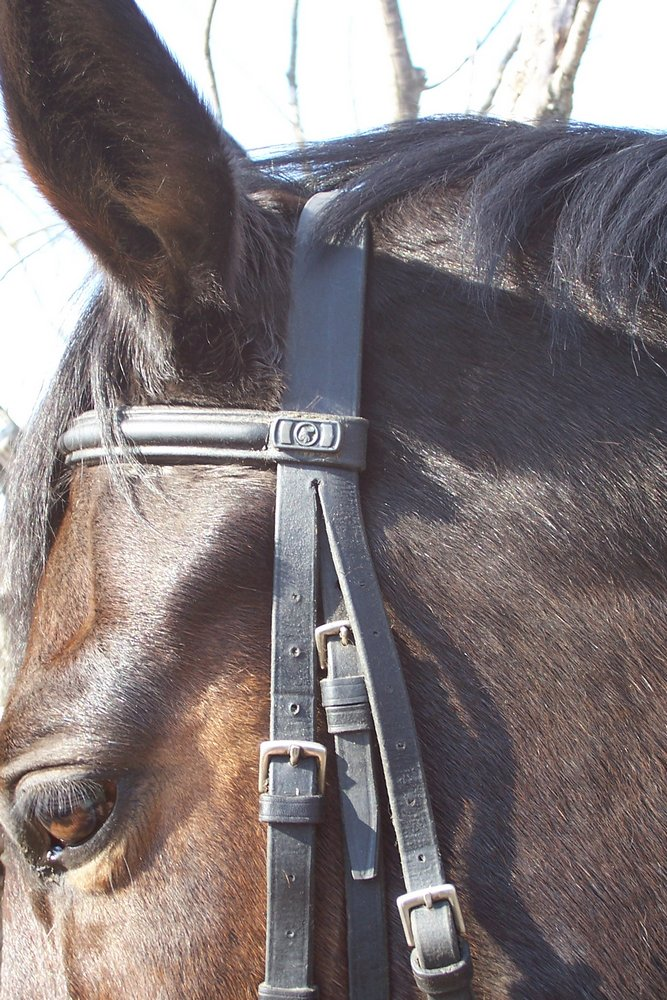
Detalls d'una brida anglesa. La testera reposa sobre la nuca del cavall. El frontal travessa el front i uneix les galteres (que són els muntants continuació de la testera i arriben fins a la boca).

Una brida o brilla és un arreu o guarniment que s'usa per a menar i governar cavalls i mules. Es posa al cap de l'animal i consta, bàsicament, de dues parts: cabeçada i regnes.
Una brida consta de diverses peces (gairebé totes flexibles i consistents en corretges, cintes o elements similars) formant un tot.
Hi ha brides amb mos, brides sense mos i cabestresque fan el mateix efecte que les brides. La brida doble és la que duu mos i filet.
Les brides per a èquids muntats o per als acollats a un carruatge són diferents.
La terminologia associada a les brides és, fins a un cert punt, problemàtica. D'una banda hi ha les brides tradicionals, amb un lèxic recollit en tractats antics i diccionaris, mentre que, d'un altre punt de vista, hi ha les brides modernes que sovint són diferents de les antigues i sobre les quals no hi ha un vocabulari oficial fàcilment accessible.

## Brida en la llengua
La brida ha donat lloc a expressions: «anar a brida abatuda» o «a tota brida»: anar a tot galop sense retenir gens el cavall amb la brida i per extensió anar molt de pressa.
A part de la seva funció utilitària, pel fet de servir per a menar i frenar, la brida i les regnes han estat emprades (citant-les) en filosofia i literatura. Generalment en forma de metàfora.

## Parts d'una brida

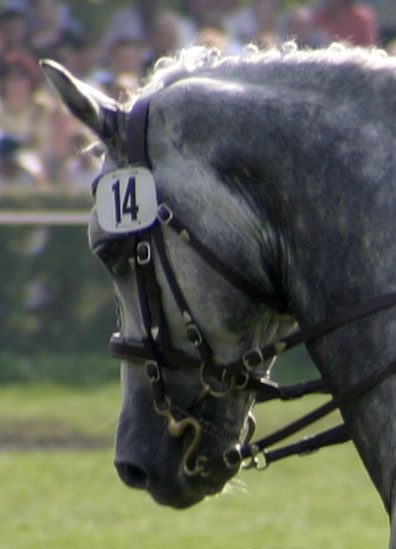
Brida doble amb dos mossos.

Una brida típica té les parts següents:
- Cabeçada (o capçanes)[4]
  - Testera
  - Galteres o queixeres
  - Gorgera o sotagola
  - Frontal o frontalera
  - Muserola o sobrebarba
  - Cadeneta o sotabarba
  - Fre o mos
    - Mos pròpiament dit o filet
    - Cames

- Regnes

### Doble brida
Hi ha brides dobles amb dos mossos (fre i filet) que (a més de testera, frontal i sotagola) disposen de dobles elements muntants per a subjectar el fre i el filet: Els muntants de fre (que s'anomenen o poden anomenar-se, tal com en la brida simple, galteres o queixeres) i els muntants de filet. Un parell de regnes governen el fre i un altre parell el filet. Així, la doble brida comporta 4 regnes.
La doble brida moderna augmenta les possibilitats de control del cavall (per part d'una persona experta). En l'època medieval s'aconsellava que els cavallers anessin al combat amb dos parells de regnes, i un dels parells fet amb cadena metàl·lica, que no fos fàcil de tallar. El rei Pere el Gran fou víctima d'una tallada de les regnes del seu cavall, amb gran perill de sa vida.

### Altres elements
En funció de l'estil i mena de brida hi pot haver altres elements complementaris, funcionals o decoratius:
- Protector del mos
- Cadeneta o sotabarba
- Cadeneta baixa ("lip strap" en anglès)
- ?? ("bit bobble" en anglès)
- Trava? ("shank hobble")
- Pantalles, ulleres, clucales o antipares
- Falsa regna ("overcheck", "bearing rein", "check rein")
- Mosquer
- Elements decoratius. De la mena de les "fàleres" (phalerae),[6][7][8] els picarols o altres.

A l'Imperi rus d'altres èpoques (s. XVII?) els cavalls que enviava el tsar als ambaixadors portaven unes regnes formades per cadenes d'argent d'unes dimensions particulars, que dringaven de forma característica quan el cavall es movia.

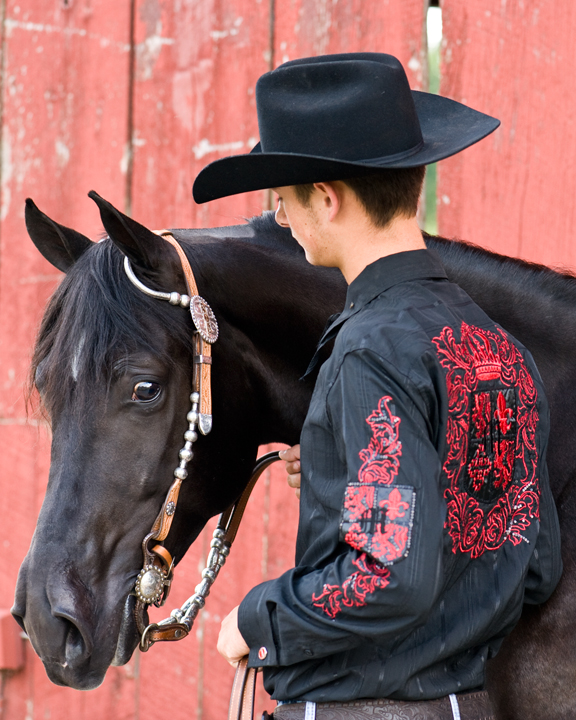
Brida western amb orellera
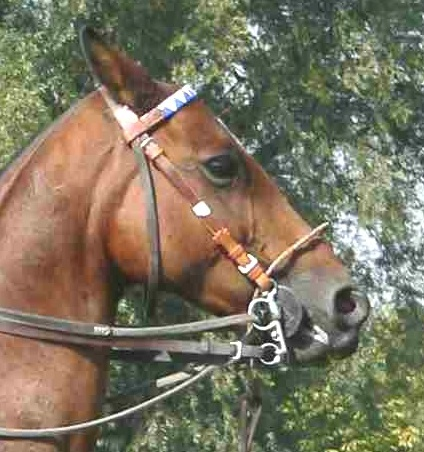
Brida de polo
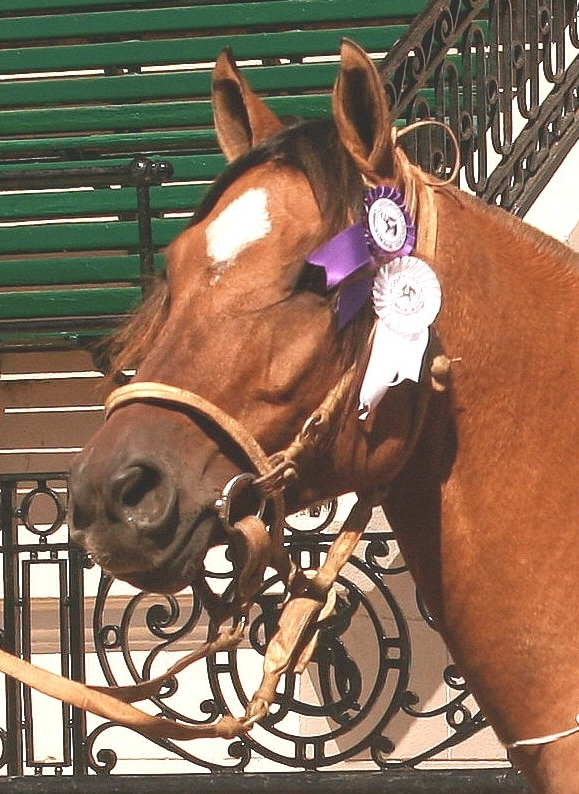
Cabestre i brida amb ramal
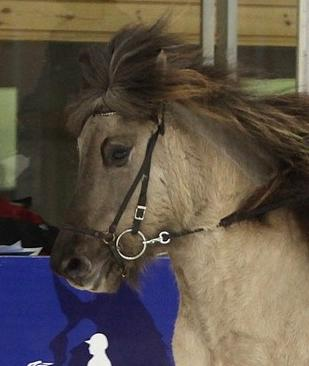
Cavall islandès. Detalls de la brida

### D'estil anglès
Enumerades segons la denominació en anglès, les brides d'estil anglès són les següents:
- Snaffle bridle: La brida "snaffle" és la més usada en l'equitació anglesa. Es tracta d'una brida senzilla amb un únic mos i un parell de regnes. Malgrat el seu nom pot usar-se amb altres tipus de mos altres que els snaffle bit. Gairebé sempre inclou muserola.
- Pelham bridle: La brida Pelham té un únic mos, el mos Pelham, però amb dos parells de regnes. Un parell per d'acció directa (anelles centrals de la imatge) i l'altre per a les cames (anelles de baix en la imatge).
- Double bridle: La "brida doble", també coneguda com a brida Weymouth, empra dos filets. Un dels filets és d'acció directa ("snaffle") i l'altre s'acciona mitjançant dues cames. Cadascun dels filets es governa per un parell de regnes. Les brides dobles s'usen en doma clàssica i en altres competicions.

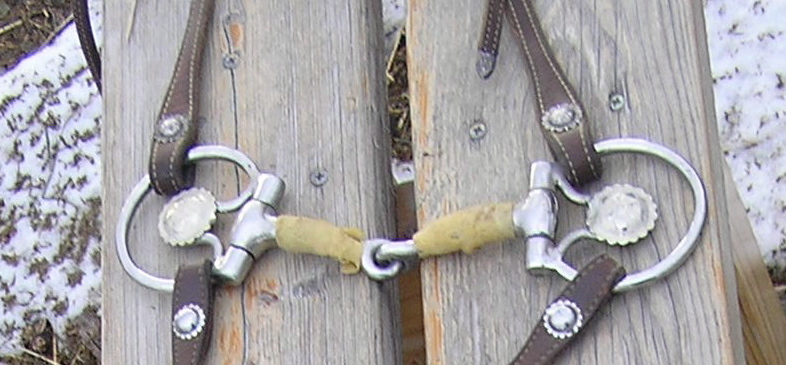
Filet western, sense cames
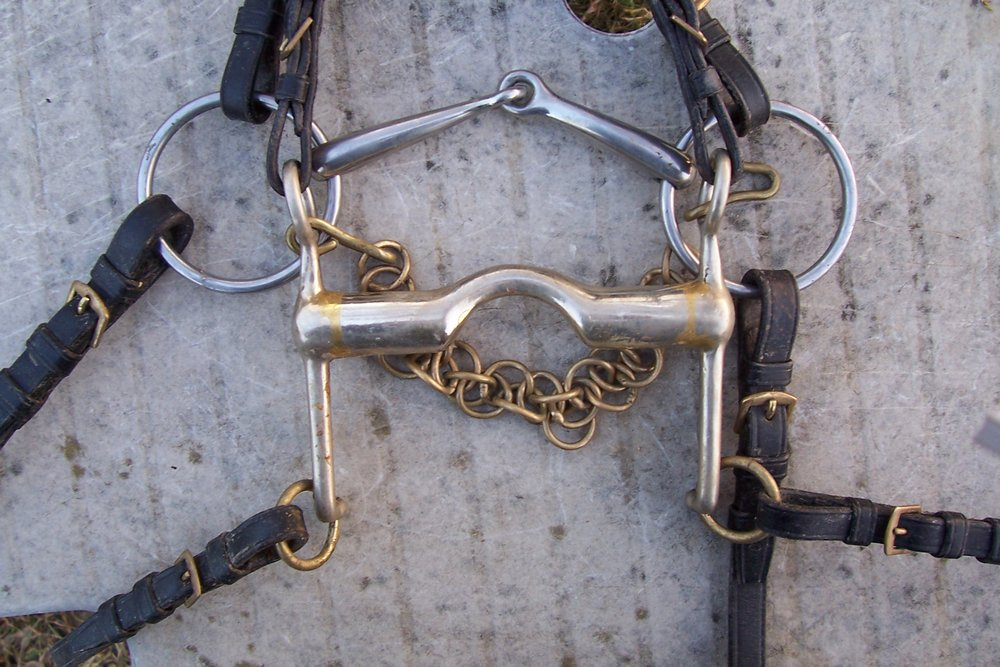
Els dos mossos d'una doble brida: fre i filet.
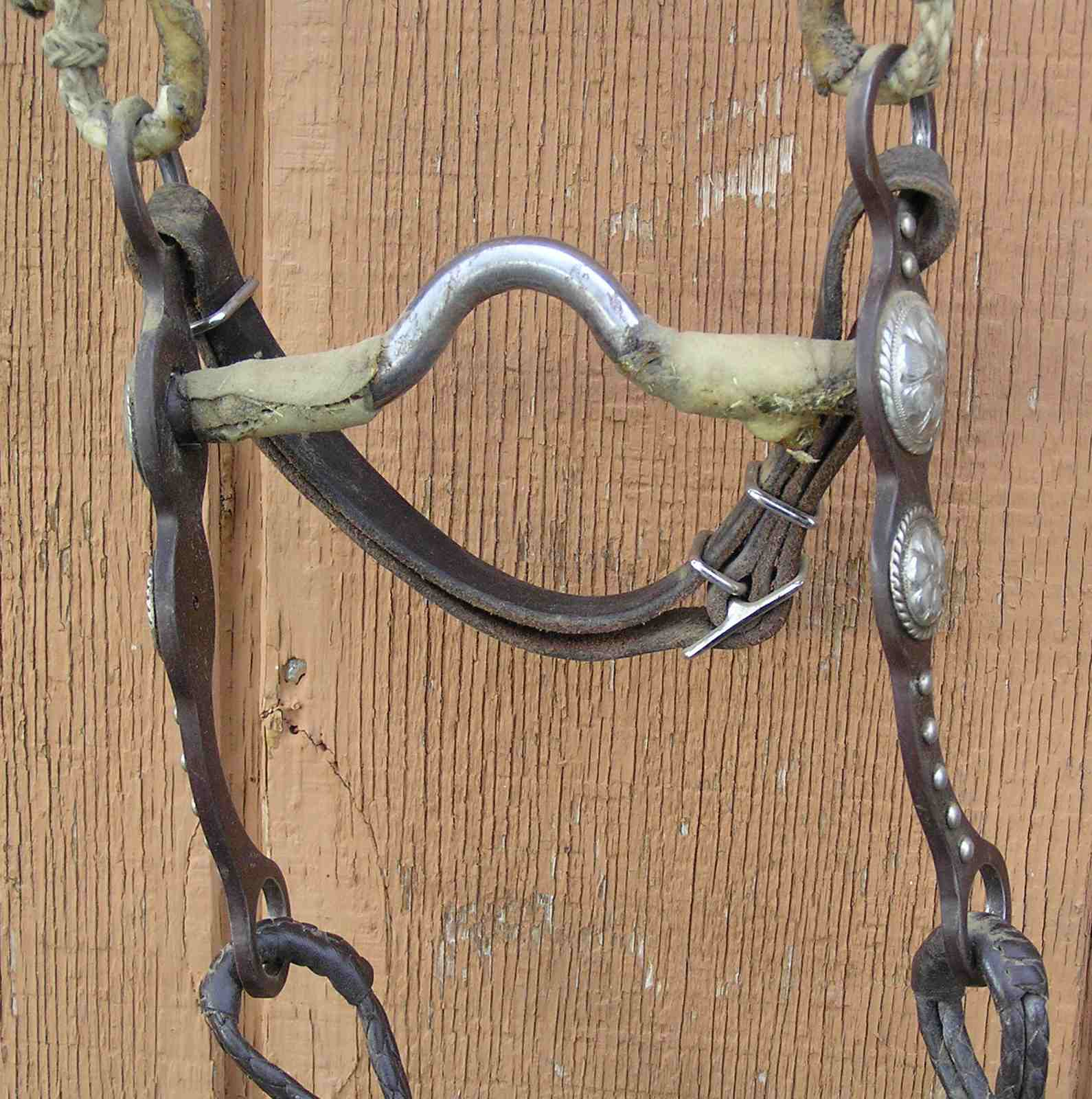
Filet western, amb cames
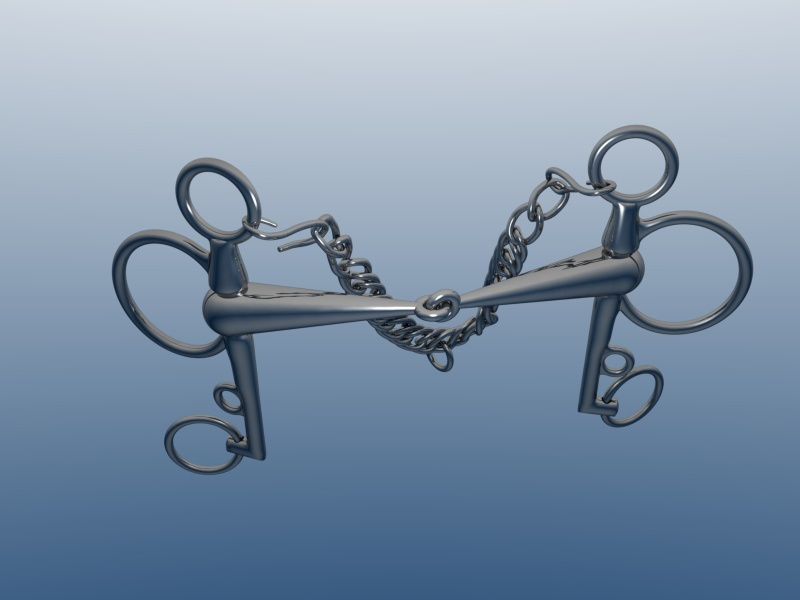
Mos Pelham, amb filet articulat. Els anells de dalt s'usen per a la sotabarba o cadeneta. Els anells del mig reben les regnes de filet. Els anells inferiors són per a les regnes de fre.

### Brides vaqueres i de treball

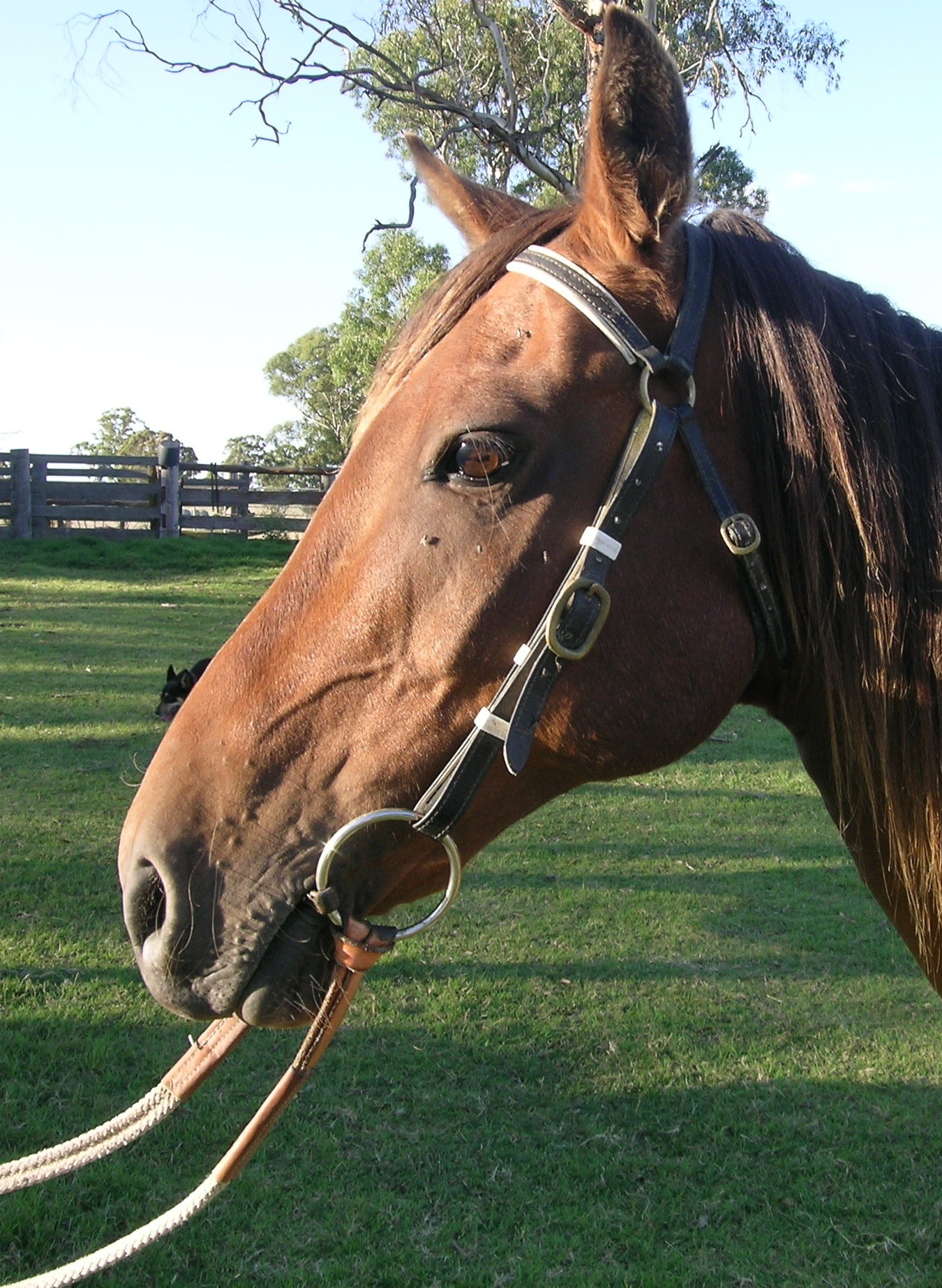
Brida "barcoo" amb testera,sotagola i frontalera unides a dues anelles.

- Brida "Western": Les brides vaqueres dels Estats Units usades en equitació western no tenen muserola. Algunes no tenen frontalera, peça que se substitueix per una "orellera" (un espai per a introduir una orella del cavall, disposat entre la testera i una galtera). Hi ha diversos tipus d'orelleres: "split ear", "shaped ear" i "slip ear". Hi ha models amb una i dues orelleres. La sotagola es conserva, generalment.
- Brida "barcoo": Brida australiana usada per a treballar i en competicions. Generalment sense muserola. La testera, la frontalera i la sotagola s'uneixen a un anell per cada banda, proper a l'orella del cavall. Cada galtera és una cinta que baixa fins a l'anella del mos, passa per dins i torna amunt cap a una sivella. Com en altres tipus de brides, hi pot haver variants: amb sotagola ajustada, amb muserola,... Les brides Barcoo poden usar-se amb diversos tipus d'embocadures. Generalment s'empren filets (sense cames). Hi ha altres models australians de brides ben considerats pels practicants de raids.[10]

Les brides utilitàries poden ser de moltes menes. Cada regió cultural segueix una tendència en el seu disseny. I, a part, hi ha moltes variants pel que fa als materials constructius, decoració, etc. Algunes brides interessants són les següents:
- Brida de Califòrnia amb mos de pala ("spade bit")[11][12]
- Brida "charra" mexicana
- Brida chilena[13][14]
- Brida gaucha o criolla[15][16]
- Brida andalusa[17][18]
- Brida "gardian" de la Camarga[19][20]
- Brida mongola[21][22][23]
- Brida barbaresca (Magrib)[24][25]

### Brides especials
- Brida "gag": Usada amb les embocadures "d'anella" i "gag", la brida "gag" té galteres flexibles de secció circular. Aquestes galteres passen per dins de les anelles superior i inferior i s'uneixen directament a les regnes. Quan el genet tiba de les regnes, el mos gira i es desplaça cap a les galteres i les comissures de la boca del cavall. Hi ha models amb mossos bescanviables i models amb mossos fixes. Aquestes brides són molt enèrgiques i potencialment severes. S'usen en polo, rodeo, curses, salts... En moltes competicions estan prohibides.
- Brida "halter" ("trail bridle", "endurance bridle"): És un tipus de brida desmuntable formada per un cabestre (o morrales) i unes galteres unides a l'embocadura i les regnes. El segon conjunt és fàcil de muntar i desmuntar, unint-lo o separant-lo del cabestre. Aquesta solució és preferible, en molts casos, al clàssic sistema d'usar un cabestre i una brida normal al mateix temps. En les aturades i descansos el genet només ha de desmuntar el segon conjunt esmentat. Diferents models de cabestre-brida són emprats en unitats militars i policials ("Australian Light Horse", "Household Cavalry", "Royal Mounted Police" i altres).

## Cabestres, morralles i brides sense mos
Un cabestre és un guarniment que serveix per a controlar un cavall basant-se en la pressió exercida en punts sensibles del cap sense necessitat d'embocadura. Es posa al cap de l'animal, de manera semblant a una brida. Habitualment la seva acció es basa en una mena de muserola que pot actuar sobre el nas del cavall. Les morralles se semblen a un cabestre però llur funció és més aviat de guiar i mantenir el cavall desmuntat. A les morralles, hom hi lliga o agafa un dogal i no pas unes regnes.

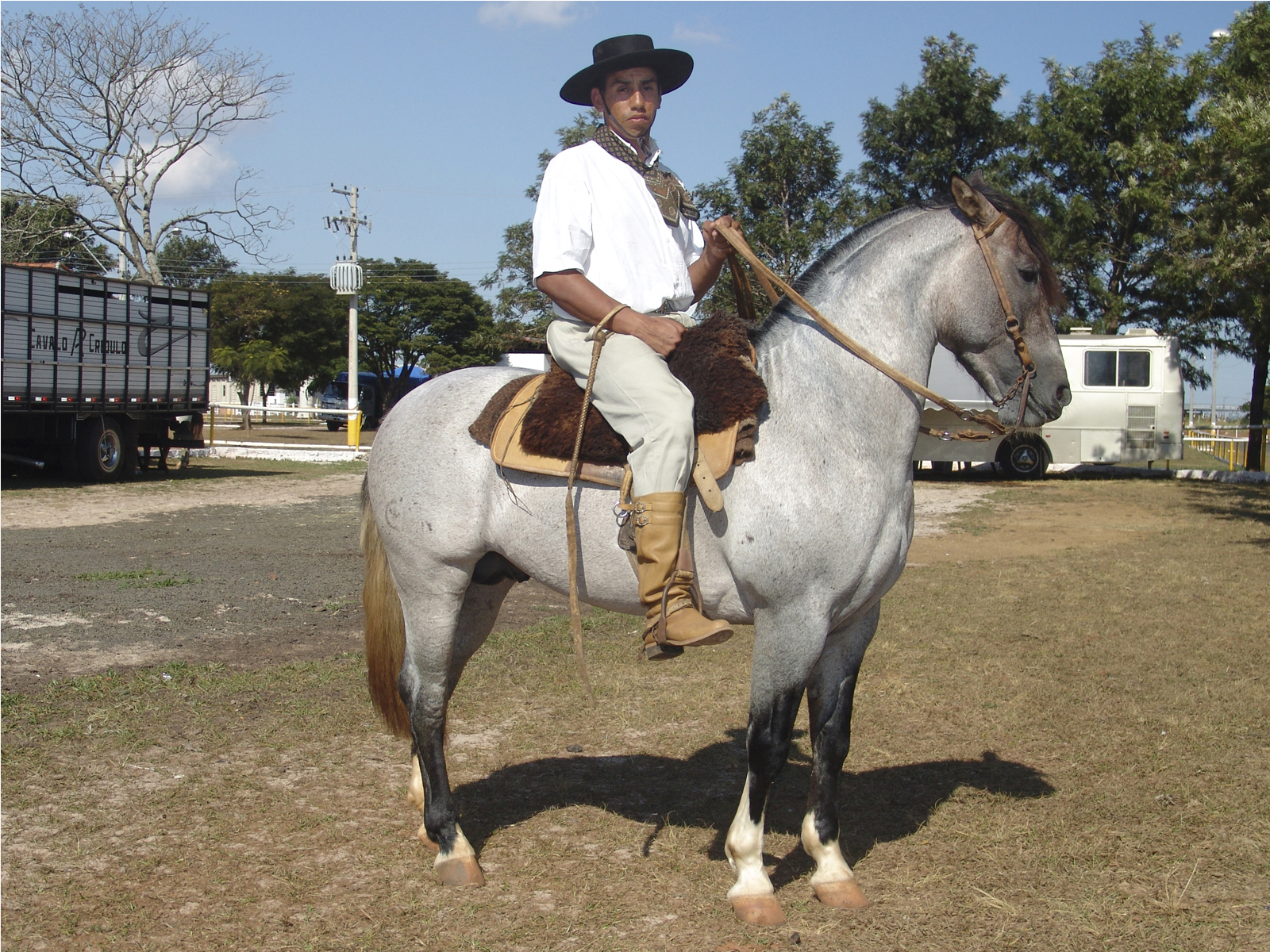
"Gaucho" del Brasil
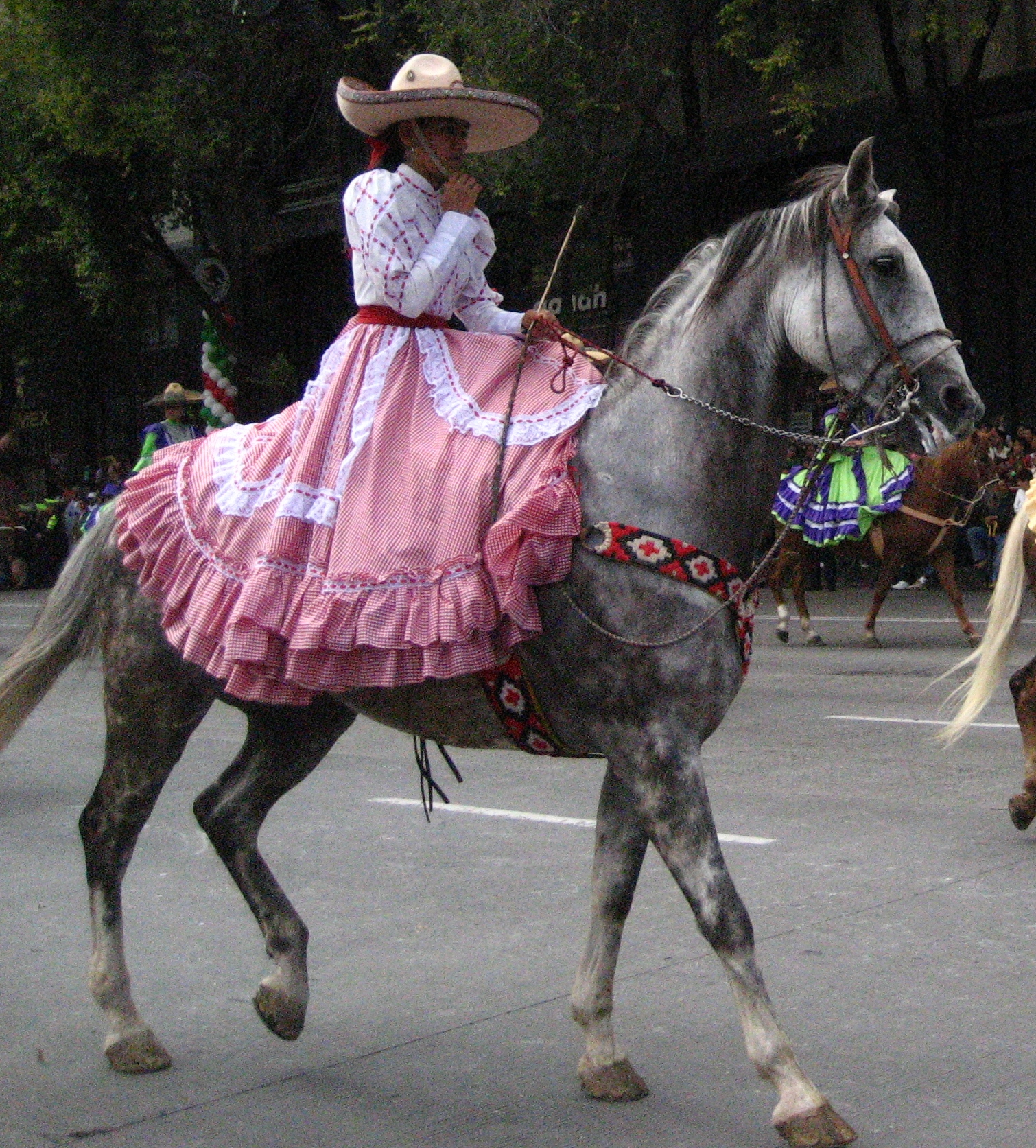
Brida i morralles (Mèxic)
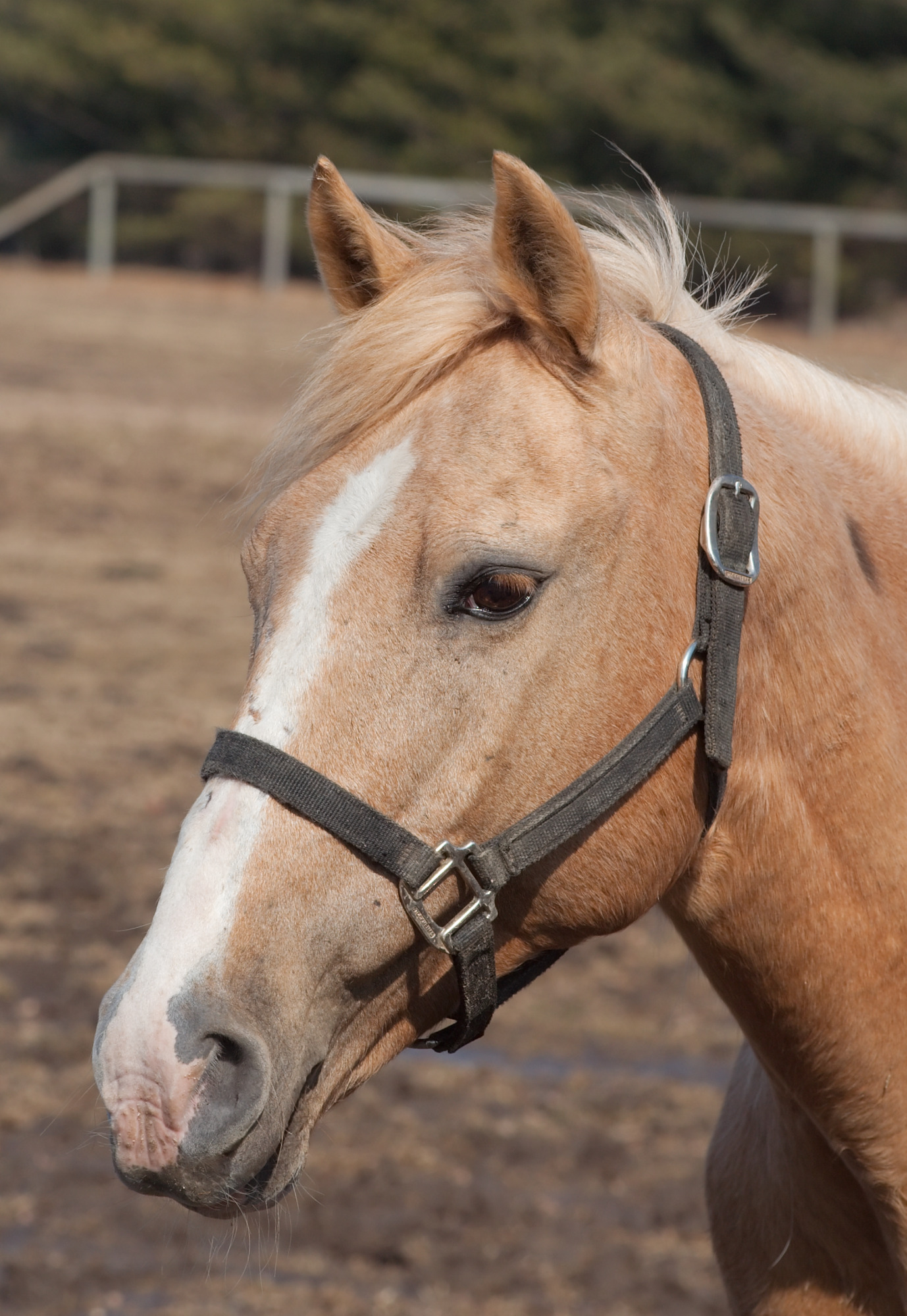
Morralles de cuir

Les brides sense embocadura s'assemblen als cabestres però, en alguns models, segueixen un sistema diferent en el "mecanisme" de control. Entenent per mecanisme el sistema de palanques que resulta de la disposició dels elements en cada model de brida. Cabestres i brides sense embocadura no són més que : una capçana, unes regnes i una muserola (que actuï sobre el nas del cavall). Hi ha diferents dissenys que permeten una bona comunicació genet-cavall i un control adequat. En alguns casos (i sempre que s'usin correctament) poden ser més còmodes per al cavall, especialment en animals joves o amb ferides a la boca.
- Brida de "bosal" d'exhibició. Sense "fiador"
- Cavall àrab del tot ensinistrat amb brida "spade bit" i "bosal" ("pencil bosal")
- Cabestre mecànic ("mechanical hackamore") amb cadeneta (sotabarba) i cames molt llargues. D'acció molt severa.
- "Hackamore" mecànic.

El cabestre original ("jàquima" en castellà; "bosal" a Califòrnia, Texas i en equitació western; fet de cordes d'espart o de cànem, de duir cru trenat, de crins de cavall…) s'usa principalment en cavalls joves en les fases d'aregament i en equitació western. Les brides sense embocadura i altres tipus de cabestre s'usen en equitació western, en les proves de resistència i en equitació lliure. També són populars en "equitació natural" (sovint associades a cavalls sense ferrar, "barefooted"). En moltes proves de competició no s'admeten les brides sense embocadura.

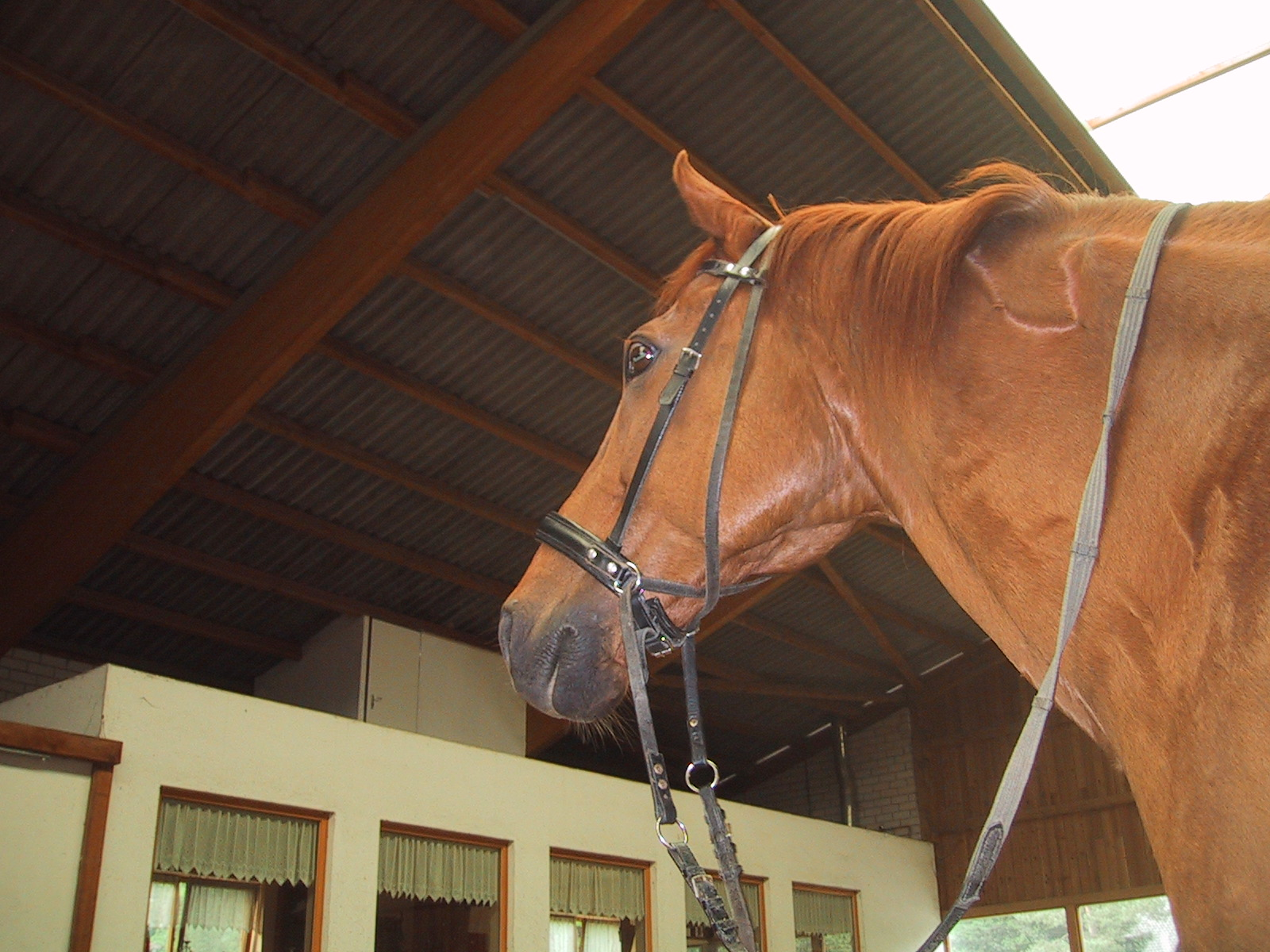
Brida sense mos, encreuada per sota i passant per la nuca ("eight figure")

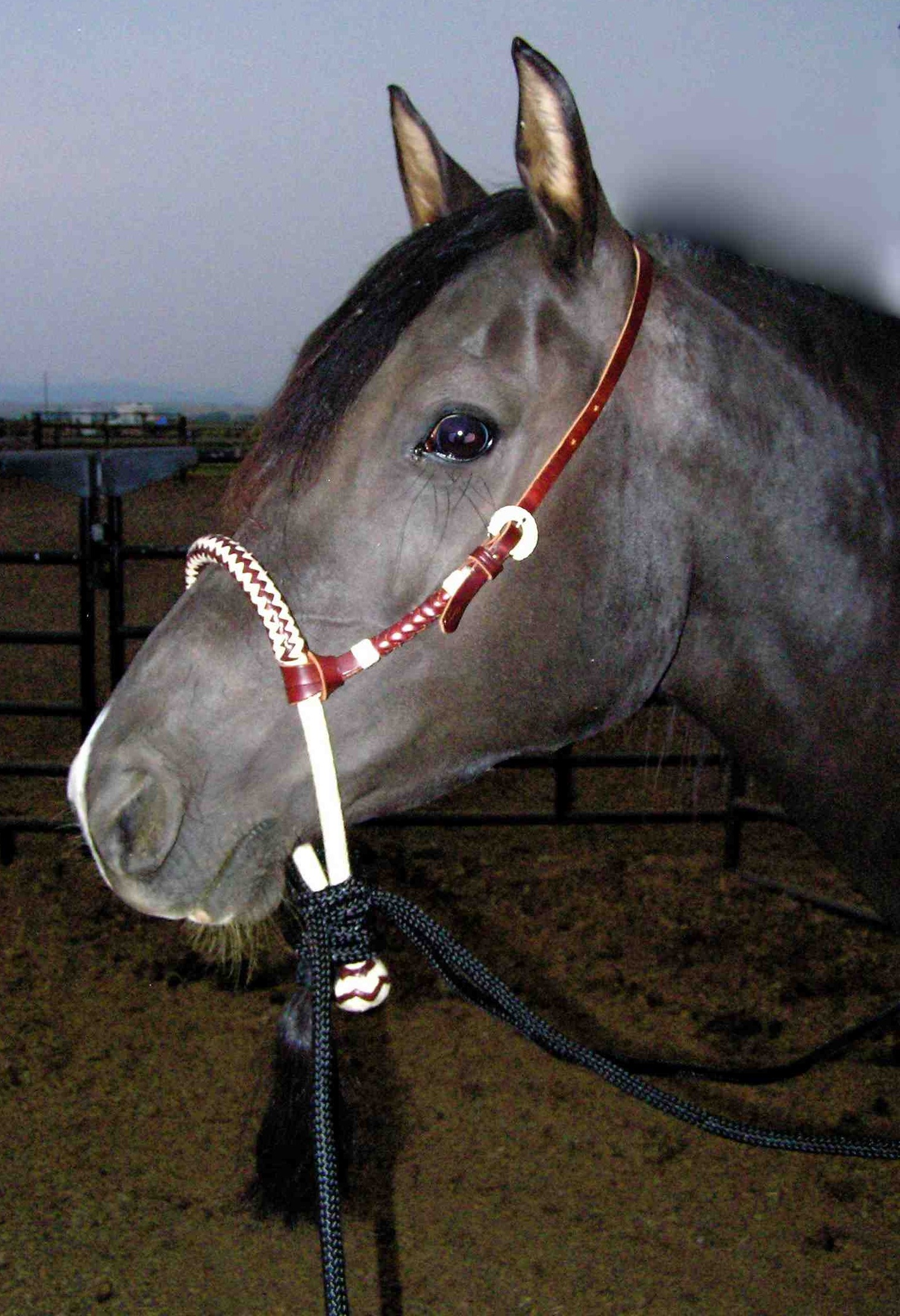
Brida de "bosal" d'exhibició. Sense "fiador"
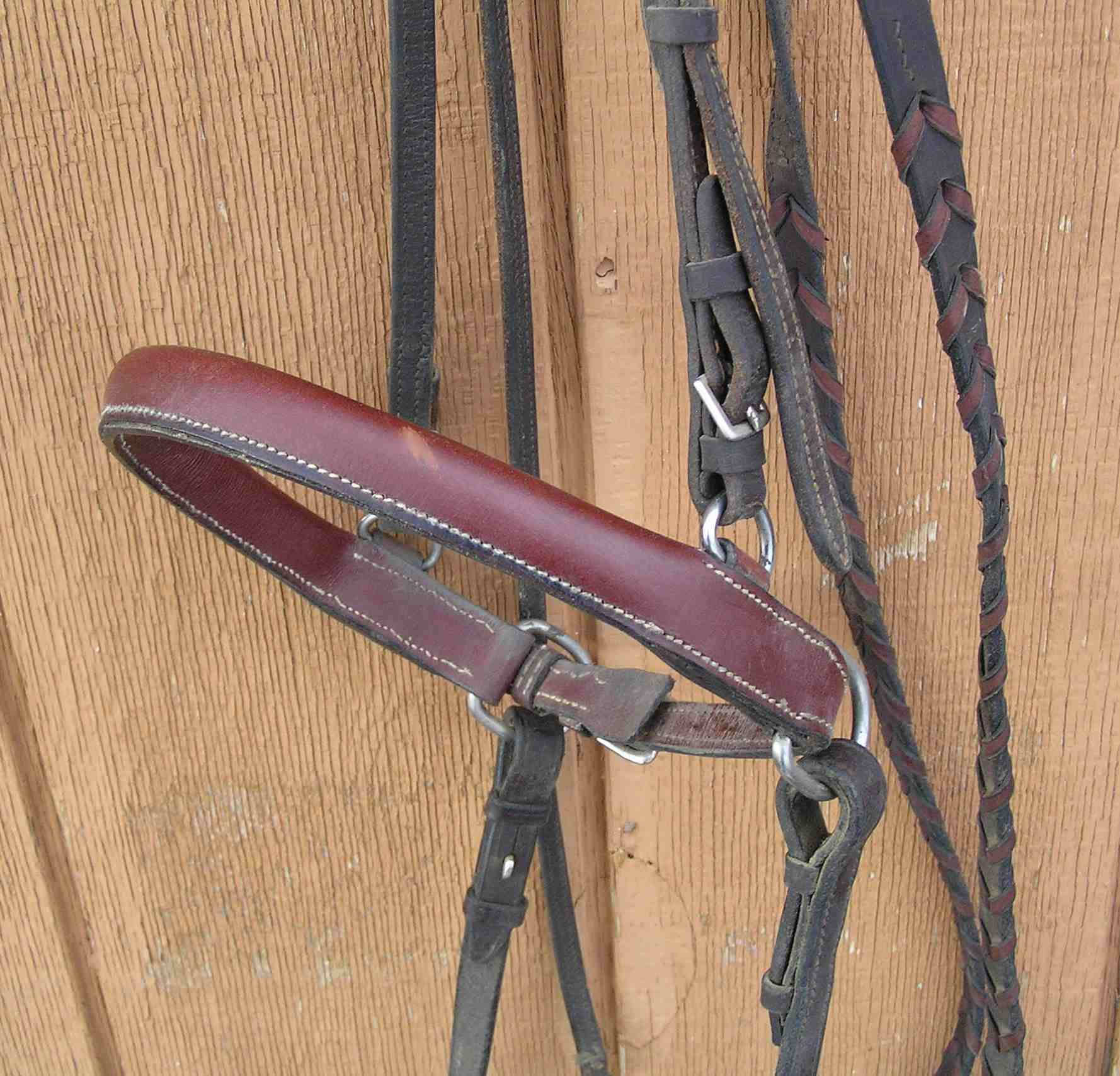
"Cavesson" anglès per a cavalls de salt
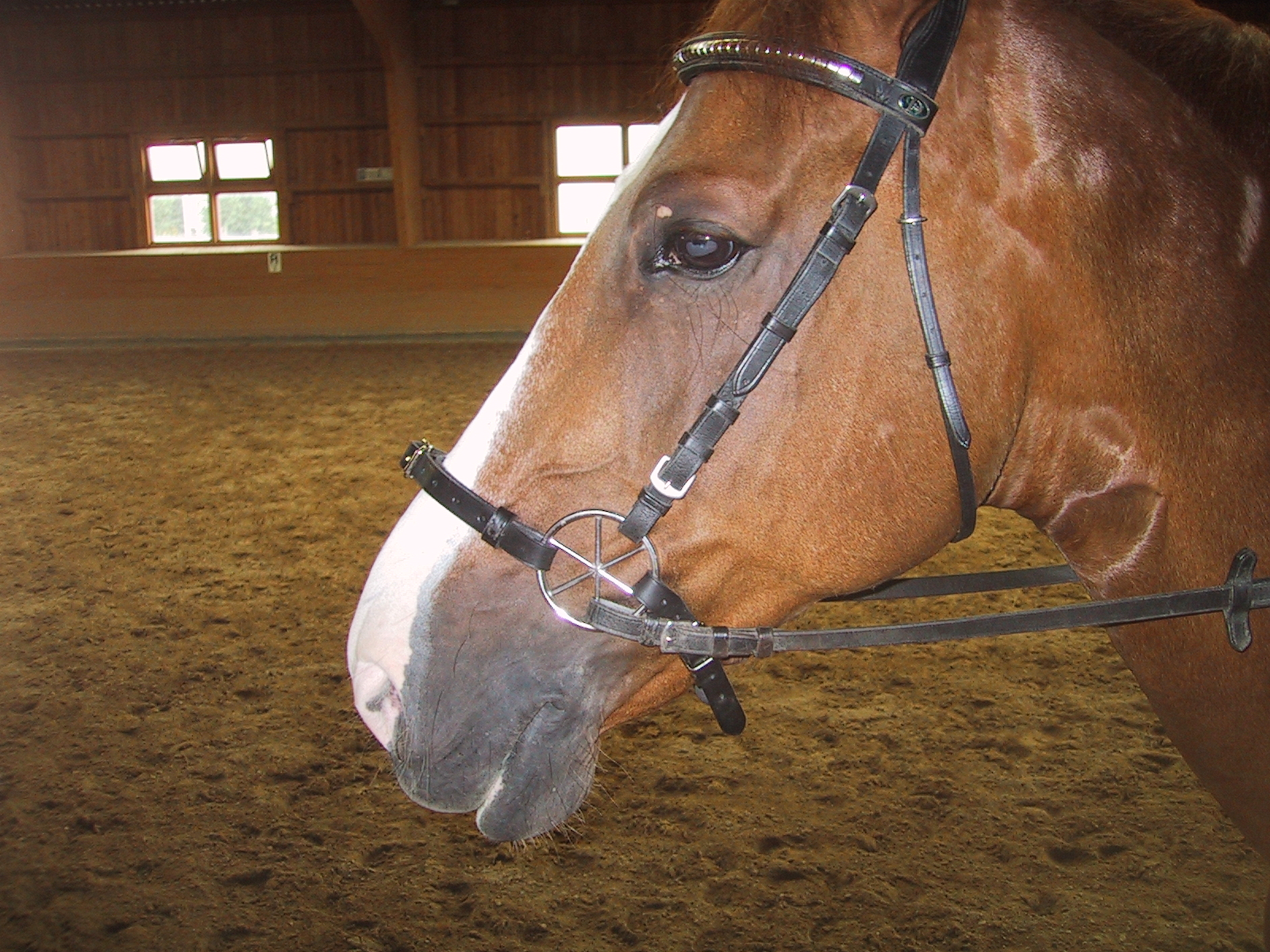
Brida LG ("Lehmenkühlers Glücksrad")
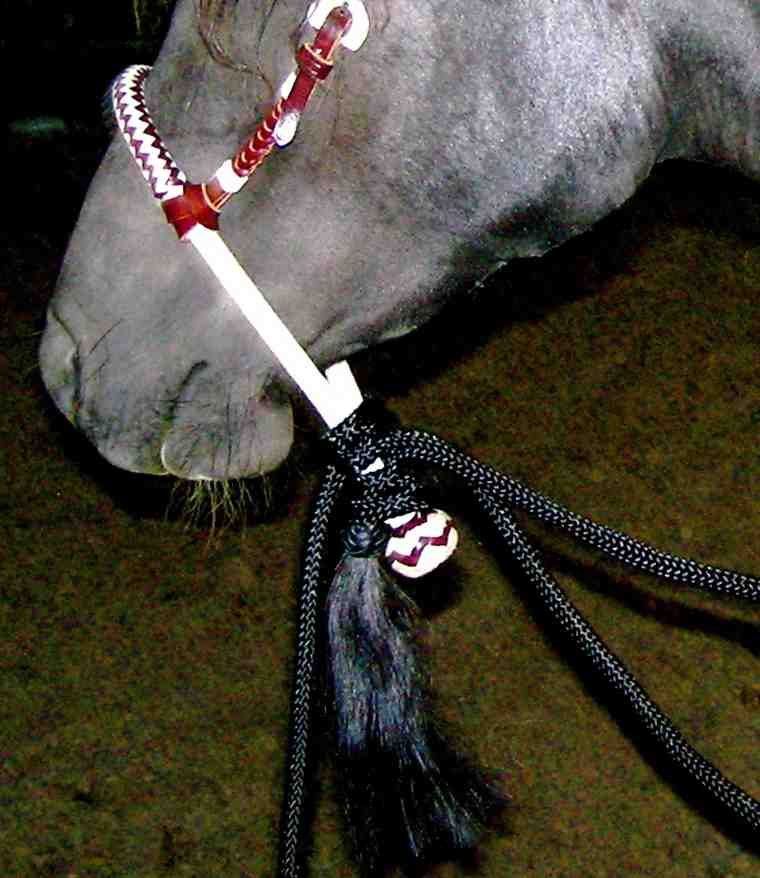
Brida de "bosal" d'exhibició. Sense "fiador"
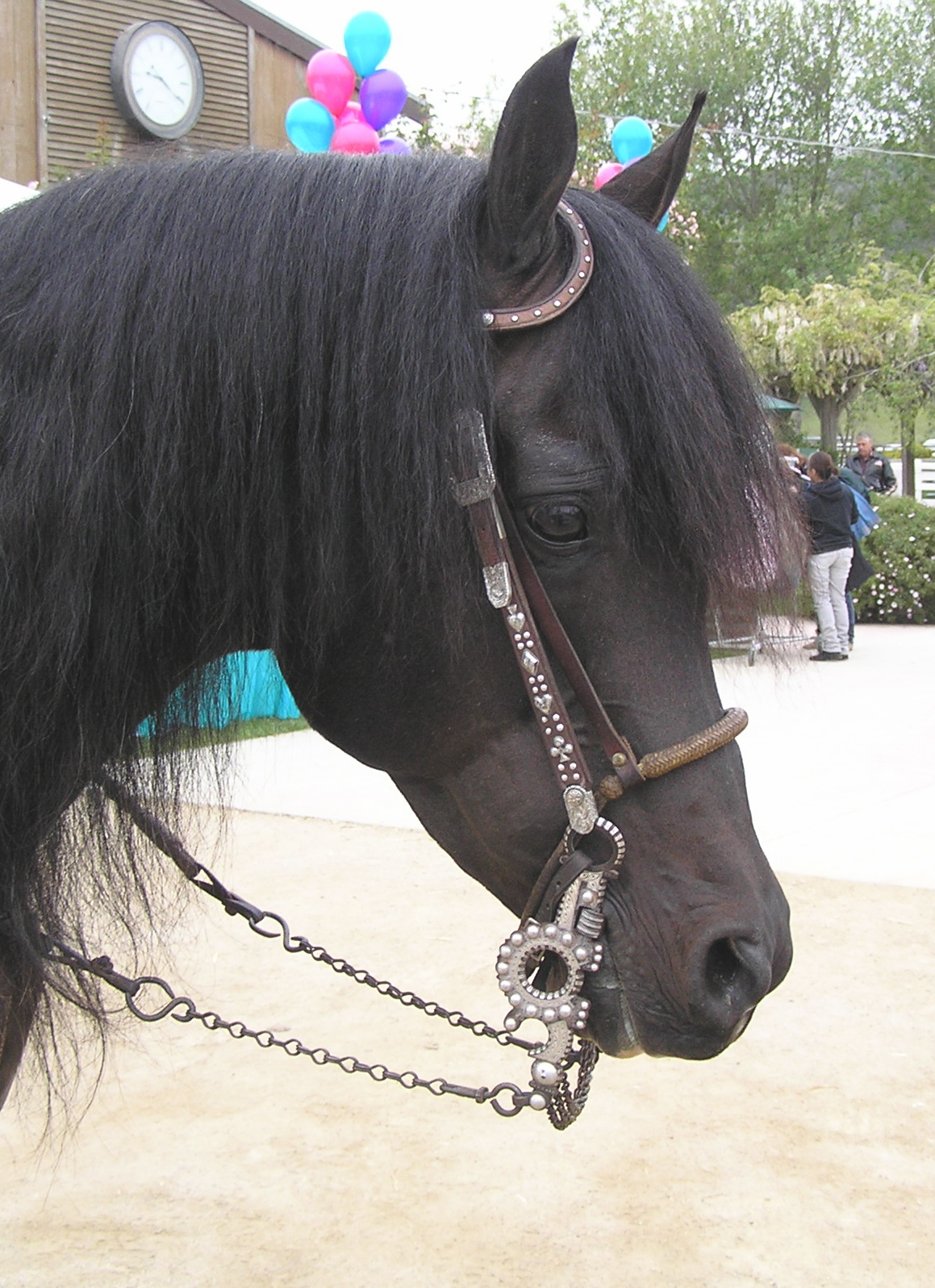
Cavall àrab del tot ensinistrat amb brida "spade bit" i "bosal" ("pencil bosal")
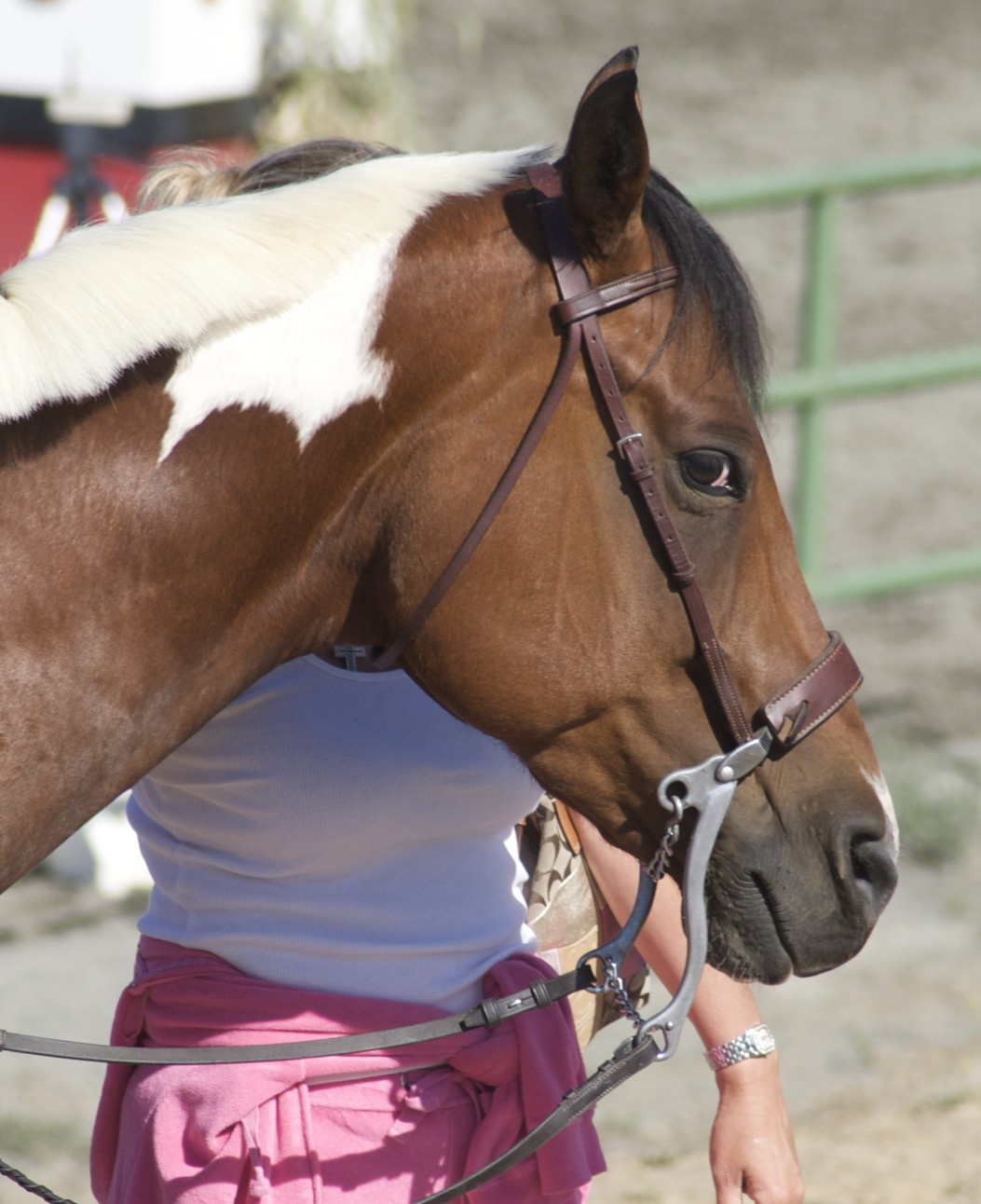
Cabestre mecànic ("mechanical hackamore") amb cadeneta (sotabarba) i cames molt llargues. D'acció molt severa.
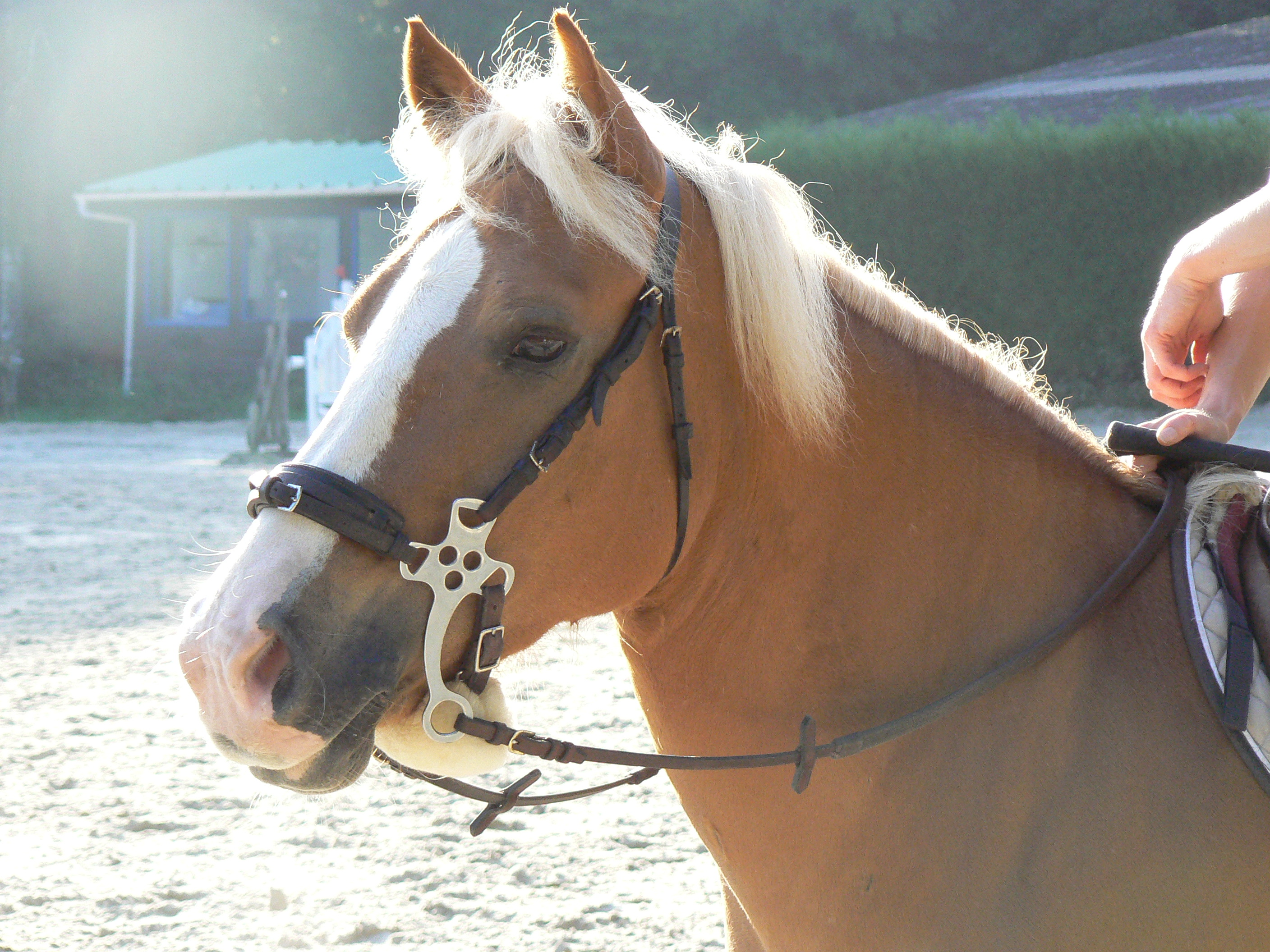
"Hackamore" mecànic.

- "Cavesson" anglès per a cavalls de salt
- Brida LG ("Lehmenkühlers Glücksrad")

A més dels cabestres clàssics hi ha altres models: "sidepull", "jumping cavesson"... La brida anomenada en anglès "mechanical hackamore" (cabestre mecànic) o "hackamore bit" (cabestre amb mos) és un tipus híbrid de brida i cabestre. Consta d'una muserola amb cames i sotabarba que pot fer molta força sobre el queix i la nuca del cavall.
Un altre tipus de brida sense mos és la "brida encreuada per sota" ("cross-under" o "figure eight"). L'extrem d'una regna es connecta a un llaç que passa des de la muserola per sota del queix fins a la nuca, donant la volta i baixant fins a l'altra banda de la muserola i l'altra regna. Amb aquest sistema, quan hom tiba d'una regna la pressió actua a l'altre costat del cap del cavall. La tensió d'ambdues regnes provoca pressió sobre la nuca. Hi ha variants en els quals l'encreuament es produeix per sota del queix, sense anar a la nuca del cavall.
Alguns genets usen aquestes brides com si fossin brides normals amb embocadura, oblidant que el cap del cavall és molt sensible. Actuant així, transformen unes brides suposadament suaus en brides bastant dures per al cavall.
Moltes brides sense embocadura s'anuncien com a dolces, i algunes ho són de debò. però hi ha dissenys que poden ser molt cruels en mans de genets inexperts, especialment si estan mal ajustades, tenen parts metàl·liques, parts primes o amb superfícies rugoses.

## Brides per a cavalls enganxats
Les brides per als cavalls d'enganxament i de tir són una mica diferents de les dels cavalls muntats. La diferència més aparent és que inclouen "ulleres" o "antipares", unes pantalles que limiten la visió perifèrica del cavall. Van subjectes a les galteres i poden adoptar formes diverses. En usos de treball acostumen a ser grans i rectangulars. En carruatges de luxe són de dimensions més petites. En molts casos estan decorades o porten alguna marca o logotip. El centre d'aquestes pantalles ha d'ajustar-se al centre de l'ull de l'animal de tir.

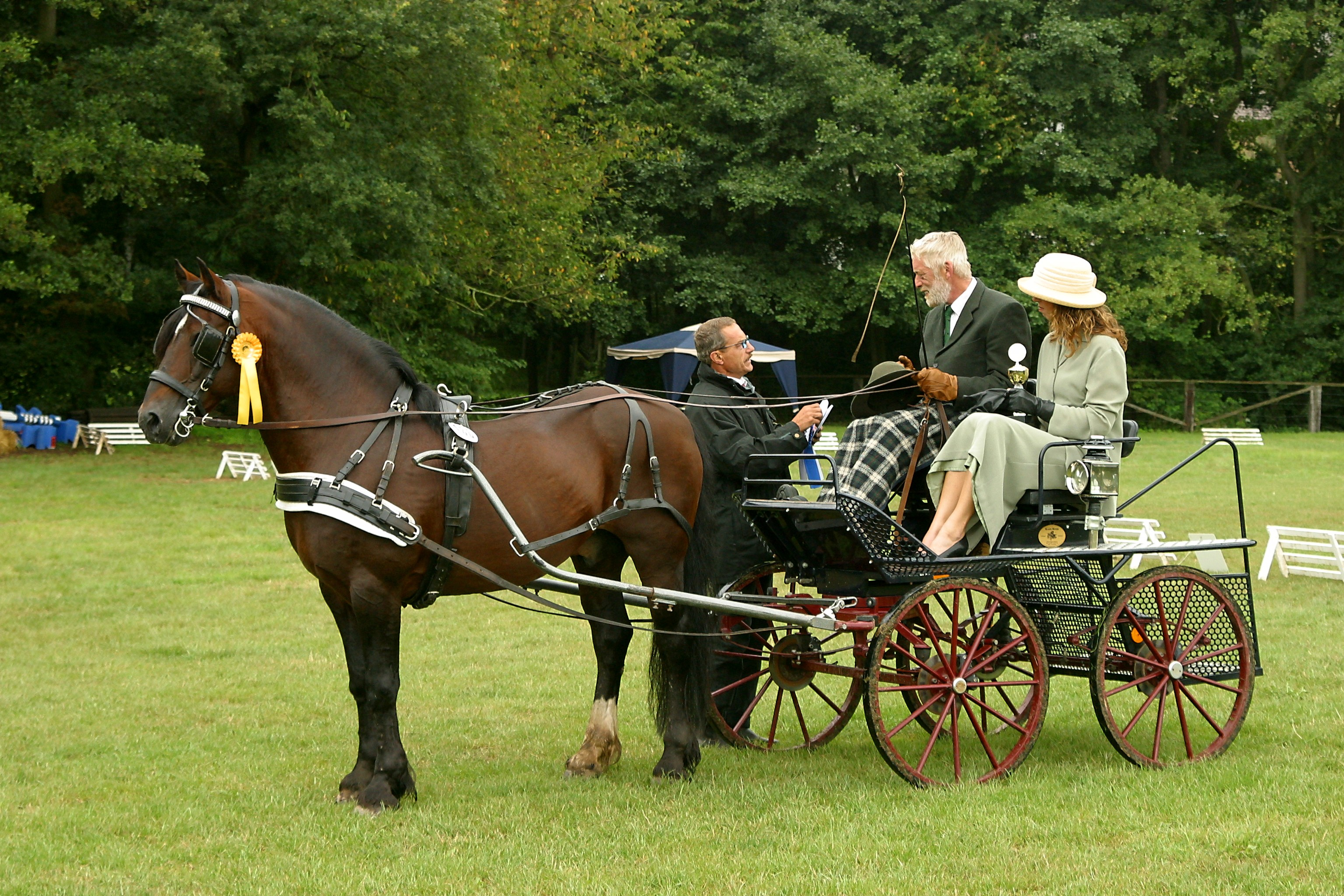
Cob gal·lès enganxat. Brida amb "ulleres".
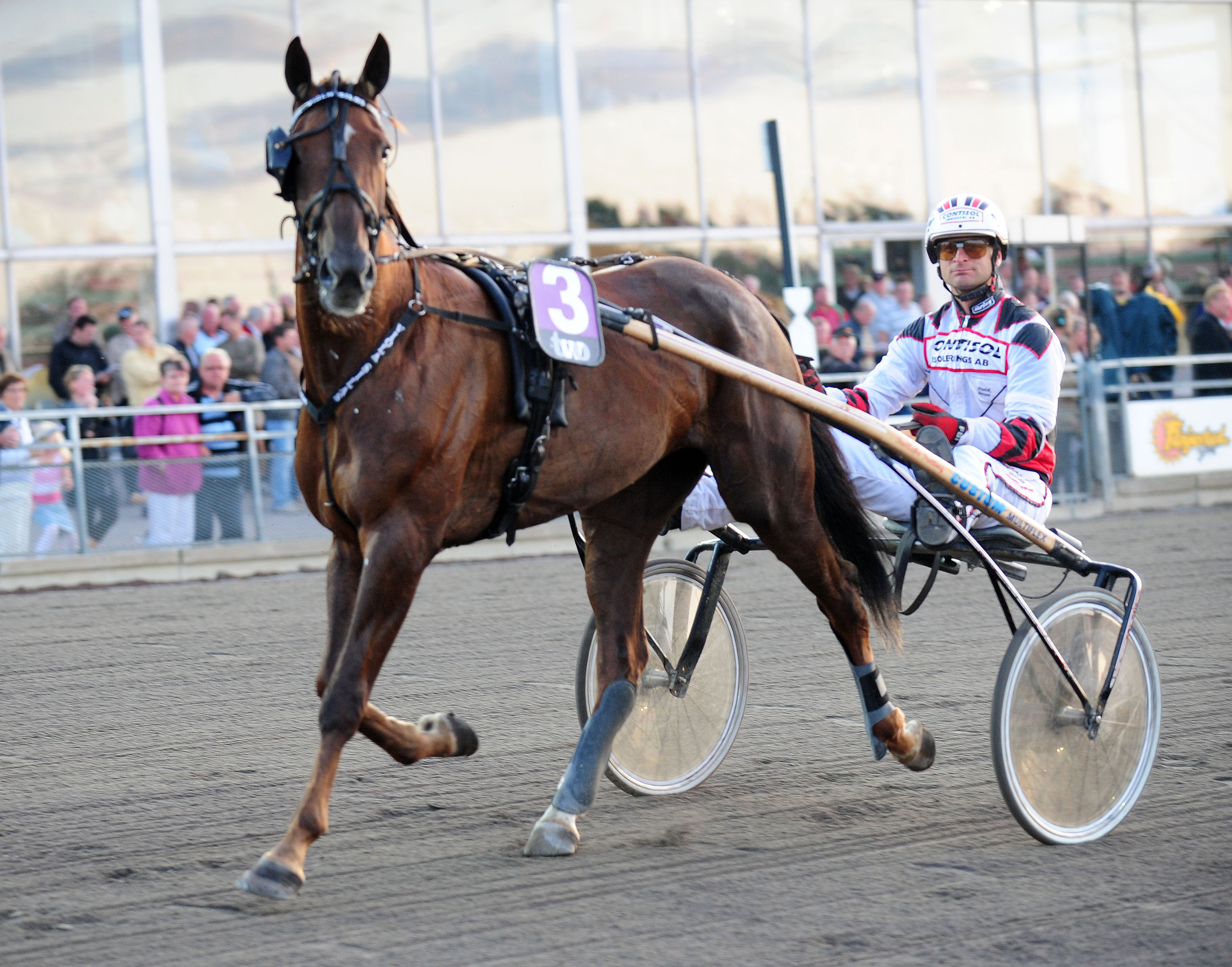
Cavall trotó. Brida amb pantalla per a l'ull dret.
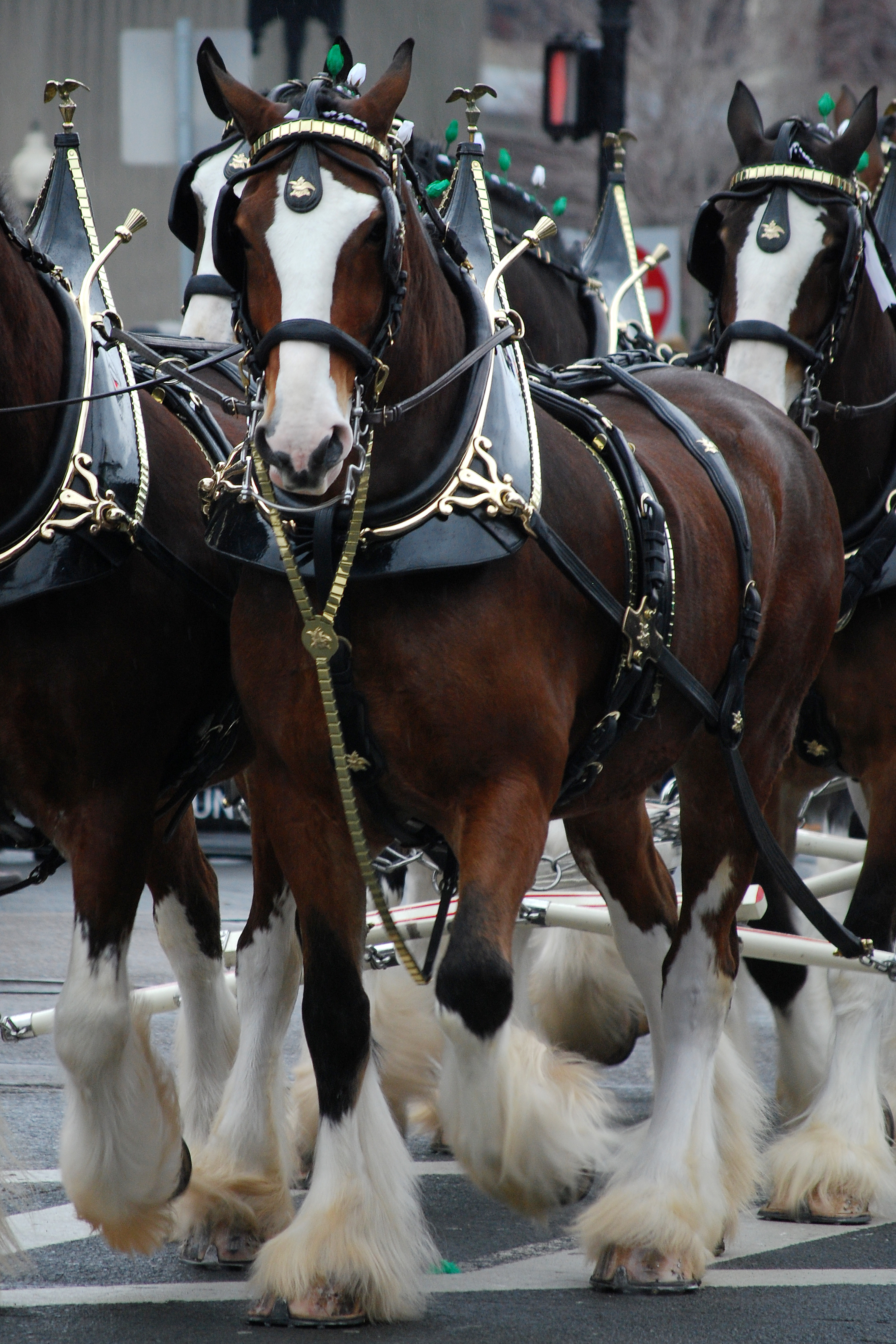
Tir de 4 cavalls Clydesdales. Brides adornades.
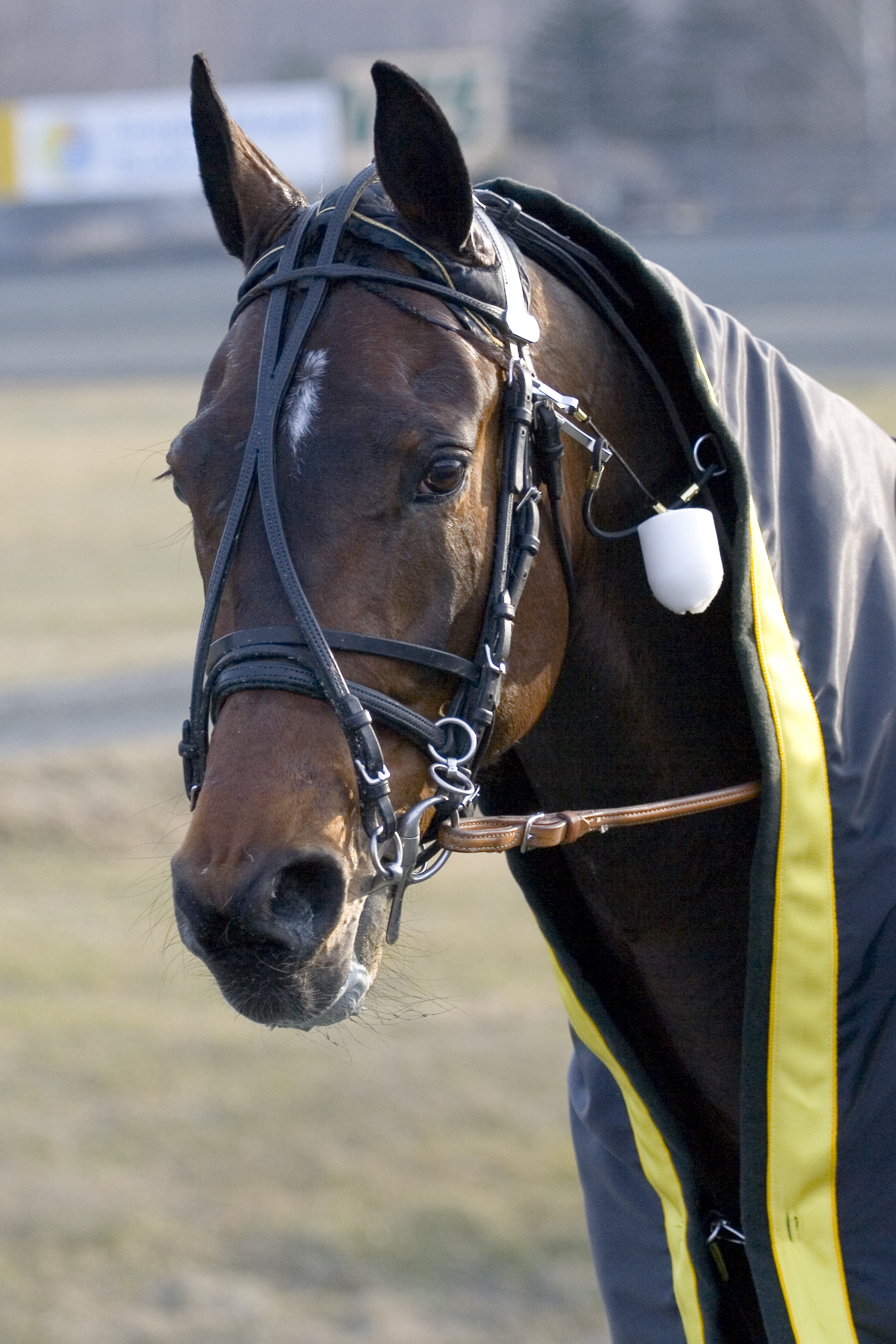
Cavall trotó amb brida de competició. Per la cara baixen els muntants de la falsa regna fins al segon mos complementari.

La muserola acostuma a anar fixada a les galteres una mica baldera i, generalment, la brida només té dues galteres (en les brides "cavesson" la muserola va en dues galteres i el mos en dos muntants afegits). Les brides de treball poden ser molt senzilles o, contràriament, molt decorades. Hi pot haver una falsa regna per a controlar la posició del cap, a vegades combinada amb un mos adequat independent del principal.
Segons el carruatge, el tipus de cavall enganxat i la zona geogràfica, hi ha variants diverses de brides i embocadures.

## Ajustament d'una brida
En cada cas, cal ajustar la brida al cavall. Una brida baldera, o massa ajustada o amb els elements descentrats, fa que el cavall estigui incòmode, provoca manca de control i fa que la comunicació genet-cavall sigui imperfecta.
La llargària de cada element ajustable s'ha d'adaptar al cap del cavall. Pel fet que hi ha caps de mides molt diferents, molts fabricants ofereixen diverses talles per a cada model de brida. Normalment entre 2 i 6 talles.
La frontalera i l'embocadura no són ajustables i cal escollir-los adequadament. Les galteres s'han d'ajustar de forma que l'embocadura quedi en la posició idònia. La muserola no ha d'anar ni massa ajustada ni massa baldera. La sotagola ha de tenir el joc correcte, d'entre dos i tres dits, un cop embridat el cavall.